# 28. Kurentovanje (1988)
Kurentovanje 1988 je bil osemindvajseti uradni ptujski karneval, 14. februarja, na pustno nedeljo.
Skupaj sta ga že šestnajsto leto zapored organizirala Folklorno društvo Ptuj in Turistično društvo Ptuj. Dopoldan so na etnografskem prikazu na treh različnih ptujskih trgih; Beli križ (Trstenjakova), Srbski trg (Upravna enota Ptuj) in Trg mladinskih delovnih brigad (Mestni trg), nastopile etnografske skupine, na popoldanski karnevalski povorki je zelo toplo vreme privabilo okrog 45,000 obiskovalcev. V povorki je letos sodelovalo nad 2,000 udeležencev, najbolj množične so bile šolske skupine (okrog 1,200 mask) in pa porazno skromen obisk kurentov, vsega 50. Skupaj je nastopilo okrog 20 folklornih skupin in še približno toliko karnevalskih. Sama prireditev je stala okrog 20,000,000 dinarjev. Prvič v zgodovini Kurentovanja niso imeli problemov z prodajo vstopnic, letos so bile to zelo lepe rumene značke (broške). Cena vstopnice (značke), katerih je bilo na voljo deset tisoč je znašala 1,000 dinarjev.
Kot zanimivost, v karnevalskem delu je nastopil tudi Ivan Kramberger, dobrotnik iz Negove, ki je vozil Fikretovo limuzino, ta pa je za sabo vlekla polomljen voziček Ljubljanske banke. Za katero je osvojil tretjo nagrado.
Prvič v zgodovini Kurentovanje ni bilo problemov z prodajo vstopnic. Letos so bile to rumene priponke. Nasploh je rumena zaščitna barva ptujskega kurentovanja, le priponke bodo vsako leto v drugačni barvi. Marsikdo pa se je spotaknil ob pustni sejem, na katerem je prodajalo 40 kičarjev.

## Prva ideja o večdnevnem kurentovanju
Sicer nastopa folklornih skupin ni moč spreminjati, bi ga pa bilo treba dodelati in spoštovati njegovo izvirnost je ugotavljal častni odbor Kurentovanja, sestavljen iz različnih strokovnjakov. Ta odbor je takrat za v bodoče predlagal večje spremembe in prvič omenil možnost večdnevnega Kurentovanja, ter da bi na Ptuju nastople le domače etnografske skupine (brez karnevalskih mask), kar se na "srečo" sicer ni uresničilo. V sklopu tega bi imeli tudi boljšo obpustno (gostinsko) ponudbo, ki je do zdaj vselej precej šepala. Se je pa ideja o večdnevnem Kurentovanju, sprva le poskusnem (9-dnevnem) uresničila leta 1993, in dokončno zacementirala z 11-dnevnim fašenkom z karnevalskim šotorom (1994). In se v tej obliki ohranja vse do danes.

## Spored

### Dopoldanski prikaz etnografskih likov na treh trgih
Prikaz 20 etnografskih skupin se je zgodil ob 10. uri na treh trgih; Beli križ (Trstenjakova), Srbski trg (UE) in T.M.D.B (Mestni trg):
- Pokači (Markovci, Podlehnik)
- Kopjaši (Markovci)
- Ples vil s kraljico (Zabovci)
- Orači (Podlehnik)
- Pustni plesači (Pobrežje pri Vidmu)
- Orači (Lancova vas)
- Pustni plesači (Beltinci)
- Kopanjarice (Markovci)
- Piceki in kokotiči (Markovci)
- Maškure (Turčišće pri Čakovcu)
- Rusa, Medved, piceki in drugi pustni liki (Markovci)
- Ploharji (Cirkovci)
- Koranti (Markovci, Ptuj... in okolica)
- etnografska skupina (Gorica)
- Vasiličarski babari (Bitola v Makedoniji)

    ... in ostale skupine

### Popoldanski sprevod karnevalskih skupin po mestu
Ob 14.30 uri po mestnih ulicah:
- Dopoldanskim etnografskim skupinam so se pridružili karnevalske maske
- V karnevalskih maskah oz. pustnih šemah popoldanske karnevalske povorke pa so nastopale:

– Motorizirana in druga vozila delovnih organizacij, ptujske osnovne in srednje šole in pihalne godbe

## Nagrade
Komisijo, ki jo je vodil presednik Anton Purg, so poleg njega sestavljali še Stane Napast, Stane Stanič, Julij Ošlovnik, Zvonka Kneževič, Majda Goznik in Janko Mlakar. Dvanajst motoriziranih skupin so razvrstili v tri kakovostne razrede, skupen nagradni sklad pa je znašal 410.000 dinarjev:

### Motorizirane skupine
|                      | Karnevalske skupine      | Nagrada         |
| -------------------- | ------------------------ | --------------- |
| 1. nagrada (deljena) | DO Olga Meglič           | 50.000 dinarjev |
| 1. nagrada (deljena) | Obrtno združenje Ptuj    | 50.000 dinarjev |
| 1. nagrada (deljena) | GD Dvorjane              | 50.000 dinarjev |
| 1. nagrada (deljena) | MIP                      | 50.000 dinarjev |
| 2. nagrada (deljena) | Uprava SO Ptuj           | 30.000 dinarjev |
| 2. nagrada (deljena) | TGA Kidričevo (godba)    | 30.000 dinarjev |
| 2. nagrada (deljena) | Klub mladih              | 30.000 dinarjev |
| 2. nagrada (deljena) | Labod TOZD Delta         | 20.000 dinarjev |
| 2. nagrada (deljena) | Emona Merkur             | 30.000 dinarjev |
| 3. nagrada (deljena) | KGP                      | 20.000 dinarjev |
| 3. nagrada (deljena) | Aktiv mladih Moškanjci   | 20.000 dinarjev |
| 3. nagrada (deljena) | Ivan Kramberger (Negova) | 20.000 dinarjev |

## Trasa

### Mednarodna karnevalska povorka
- Prešernova (start) – Murkova – Trg mladinskih delovnih brigad (Mestni trg) – Lackova – Trstenjakova – Osojnikova – Gregorčičev drevored – Potrčeva – Srbski trg (UE Ptuj) – Titov trg (mestna tržnica) – Miklošičeva – Trg mladinskih delovnih brigad (Mestni trg) – Krempljeva –
Trg svobode (Minoritski trg) – Dravska (zaključek)